# Coccobius luteolus
Coccobius luteolus is een vliesvleugelig insect uit de familie Aphelinidae. De wetenschappelijke naam is voor het eerst geldig gepubliceerd in 1968 door Yasnosh.